# Brockenkarte von 1732

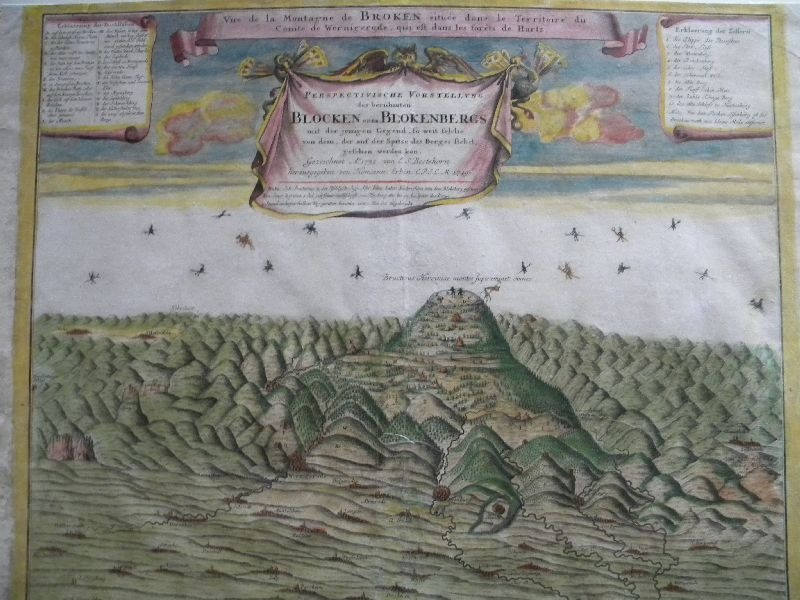
Bestehorn 1732, Kupferstich koloriert

Der preußische Hauptmann, Zeichner und Kartograf L. S. Bestehorn fertigte im Jahr 1732 eine Brockenkarte mit Darstellung des Brockens und seines Umlandes in perspektivischer Ansicht in Form eines Vogelschauplanes an.

## Entstehung der Karte von 1732

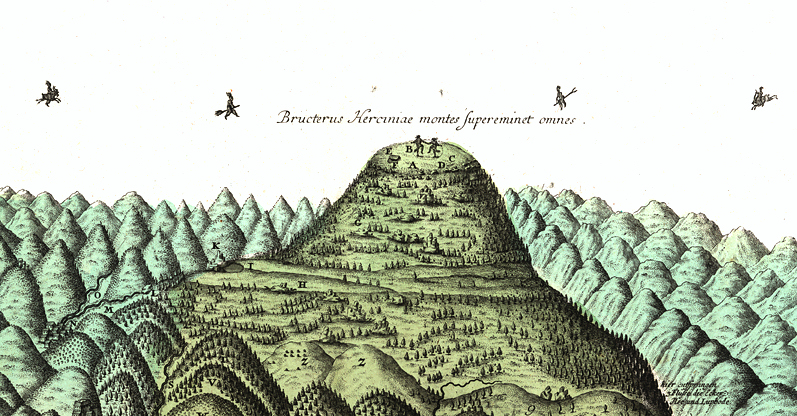
Kartenausschnitt

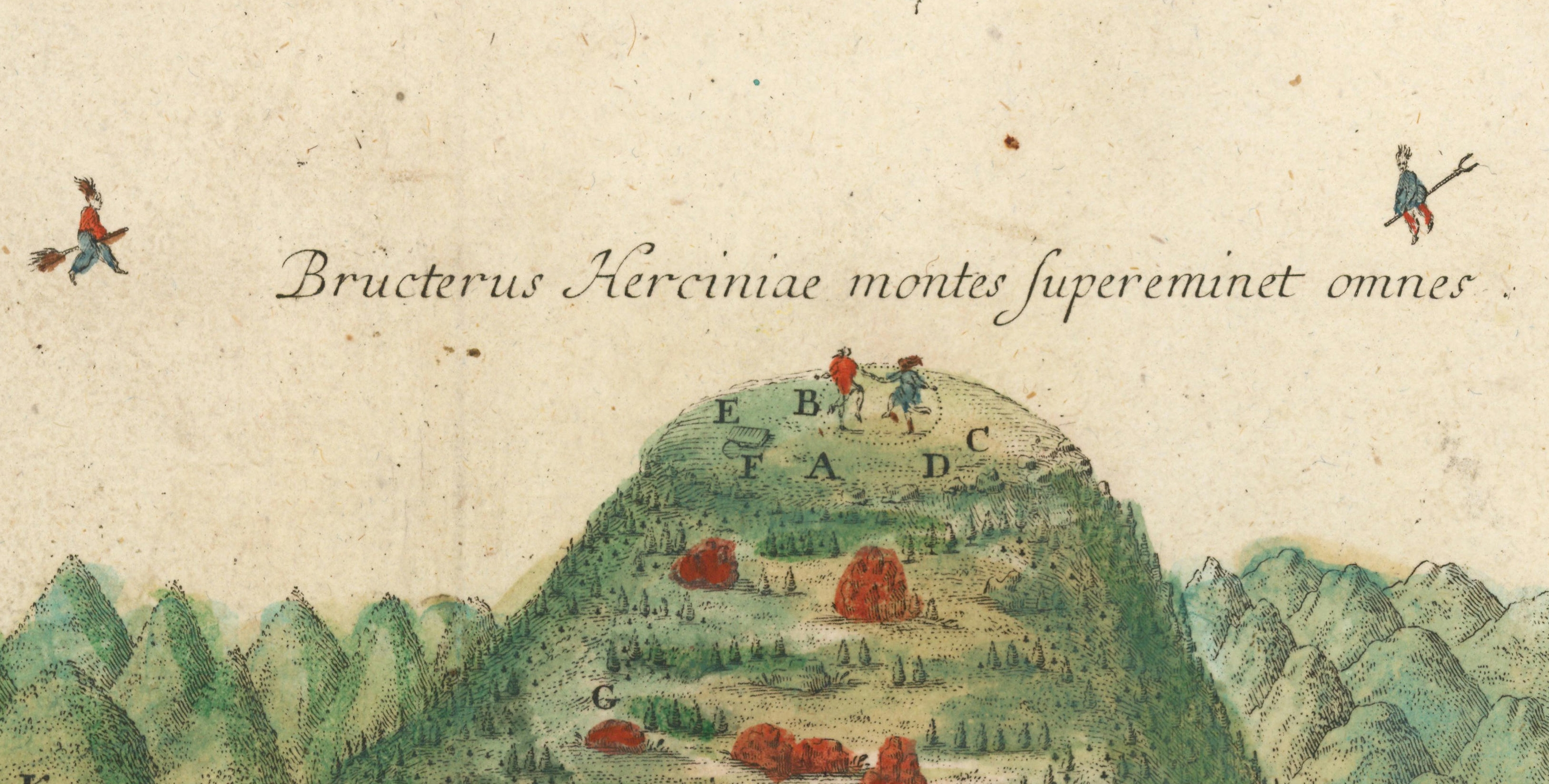
Kartenausschnitt koloriert

Bestehorn wurde 1732 vom Grafen zu Stolberg-Wernigerode beauftragt, Zeichnungen und topografische Karten der Grafschaft Wernigerode anzufertigen.
Er stellte den Brocken im Zentrum des Harzes mit umgebenden Bergen, Bergkuppen und Ortschaften aus der Vogelschauperspektive dar.
Abgebildet wird der Harz aus nördlicher Sicht mit dem nördlichen Harzvorland, das Gebiet zwischen Quedlinburg (linker Rand), Halberstadt (unten links), Wernigerode (Mitte) und Clausthal (rechts); es sind im Harz neben dem dominierenden Brocken etwa 70 unbenannte Gipfel zu erkennen.
Um den Brockengipfel fliegen Hexen auf ihren Besen und auf Ziegen, auf dem Gipfel tanzen zwei Hexen.
Über dem Brockengipfel ist die lateinische Inschrift "Bructerus Herciniae montes supereminet omnes" - den alle Berge des Harzes überragenden Brocken eingefügt.
Der Brockengipfel selbst ist nicht bewaldet, was neueren Erkenntnissen als dort auftretende natürliche alpine Waldgrenze entspricht.
1749 erschien die Karte beim Verlag Homanns Erben in Nürnberg als Kupferstich für die Druckvorlage. Sie ist als hochaufgelöstes Digitalisat auch verfügbar in den digitalen Sammlungen der Gottfried Wilhelm Leibniz Bibliothek – Niedersächsische Landesbibliothek und der Deutschen Fotothek.
Die Karte hat die Größe von 49 × 57 cm, etwa den Maßstab 1 : 10 000 und erstreckt sich von etwa 10°32' bis 11°08' geografischer Länge sowie von 51°43' bis 52°00' geografischer Breite, sie hat kein Gitternetz.
Die Karte wurde in der wissenschaftlichen Welt des 18. Jahrhunderts auch aufgrund der Vermischung mit überkommenem Hexenglauben jedoch kaum beachtet:

„„eine recht elende Abbildung, die noch dazu mit Hexen geschmückt sei““

Sie wurde sogar komplett in Frage gestellt:

„„Diese Charte giebt eine so ganz unrichtige Vorstellung von dem Ansehen des Brocken aus der Ferne, und von dem Prospekt vom Brocken aus in die Ferne, sie ist so ganz unrichtig, bildet ihn so ganz falsch ab, daß ich beynahe glauben möchte, sie sey nicht von Bestehorn, sondern von einem andern, der den Brocken nie mit Augen gesehen und ihn blos aus dem Kopfe gezeichnet hätte. Nicht zu gedenken, daß diesem Berge der falsche Nahme Blocken- oder Blockenberg gegeben, und nach demselben eine Hexenfarth von menschlichen Gestalten mit fliegenden Haaren auf Besen, Ofengabeln, Ziegenböcken und dergleichen, so wie oben auf dem Berge ein Hexenballet abgebildet worden; so stellet sie nur einen ganz kleinen Theil, den ich kaum den fünfzigsten nennen kann, von der weiten Aussicht vor, die man von ihm hat. Sie giebt dem Brocken eine ganz falsche Gestalt, und drückt nicht einen seiner hohen, zu ihm gehörenden, ihn unterstützenden mitursprünglichen Berge aus.““

Später wurde ihr ein gewisser ästhetischer Wert zugesprochen:

„...da sich „die nach dem Brocken reitenden und dort tanzenden Hexen (…) gar schön ausnehmen““

Dennoch ist sie ein wichtiges Dokument, das die Gegebenheiten, Kenntnisstände und kartografischen Möglichkeiten der damaligen Zeit anschaulich dokumentiert. Sie fand sogar einen Platz auf der Titelseite des IMOS-Journals Nr. 151 der International Map Collectors Society von 2017.

## Ausgabe von 1751

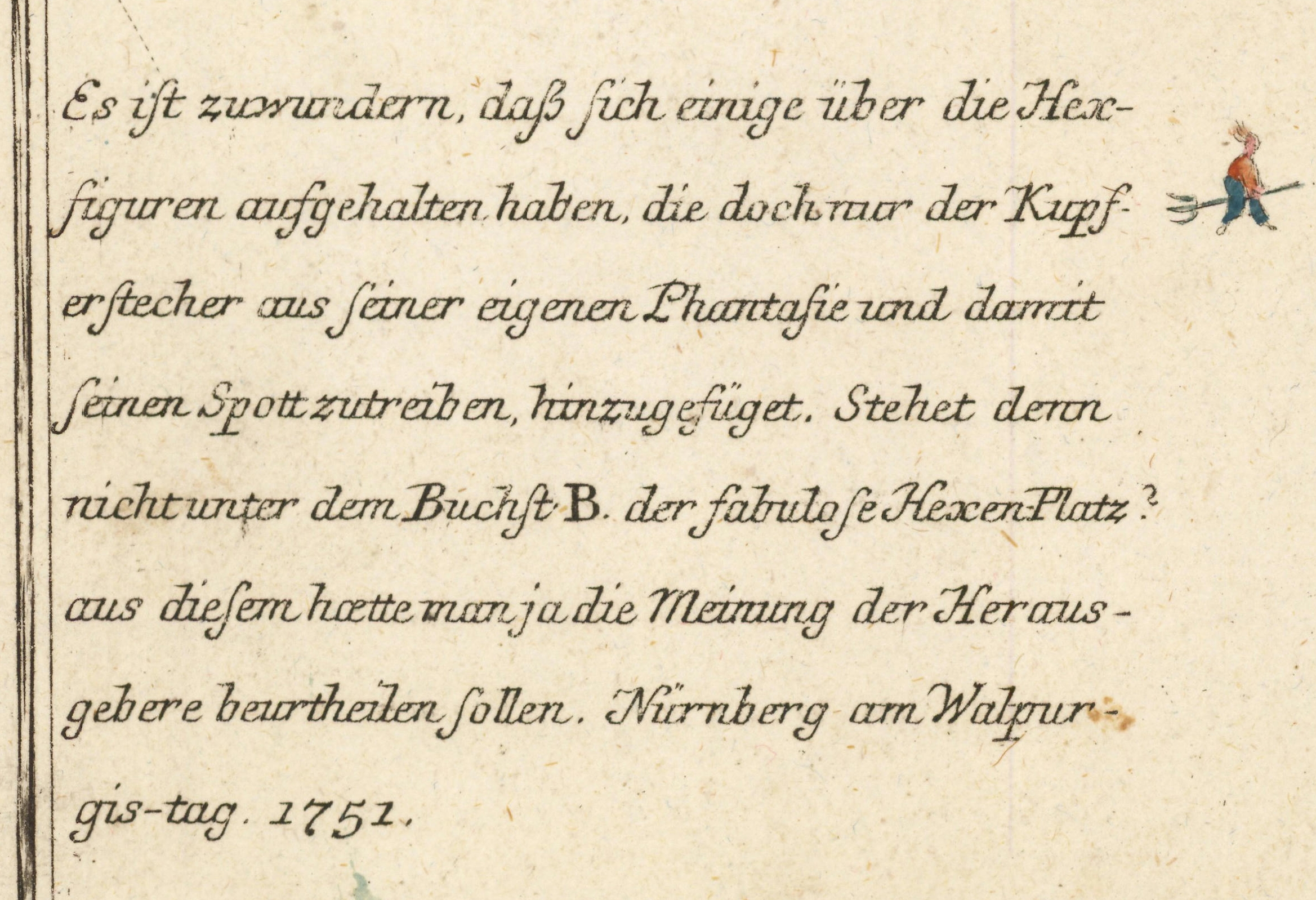
Textblock

Die Karte wurde 1751 in leicht geänderter Form als kolorierter Kupferstich und mit unterschiedlichen Farbkombinationen erneut herausgegeben. Der Brocken ist mit einem dunkleren Grünton gegen die hellgrüne Landschaft abgesetzt, Städte und Ortschaften sowie Felsgruppen wurden rot bis rotbraun koloriert.
Im linken mittleren Teil wurde ein Textblock eingefügt, in dem der Herausgeber darauf hinweist, dass die Hexendarstellung der Phantasie des Zeichners zuzurechnen ist und nichts mit der Realität zu tun hätte:
```
Es ist zu wundern, daß sich einige über die Hex-
Figuren aufgehalten haben, die doch nur der Kupf-
erstecher aus seiner eigenen Phantasie und damit
seinen Spott zu treiben, hinzugefüget. Stehet denn
nicht unter dem Buchst.B der fabulose Hexen-Platz?
aus diesem haette man ja die Meinung der Heraus-
gebere beurtheilen sollen. Nürnberg am Walpur-
gis-tag. 1751.
```

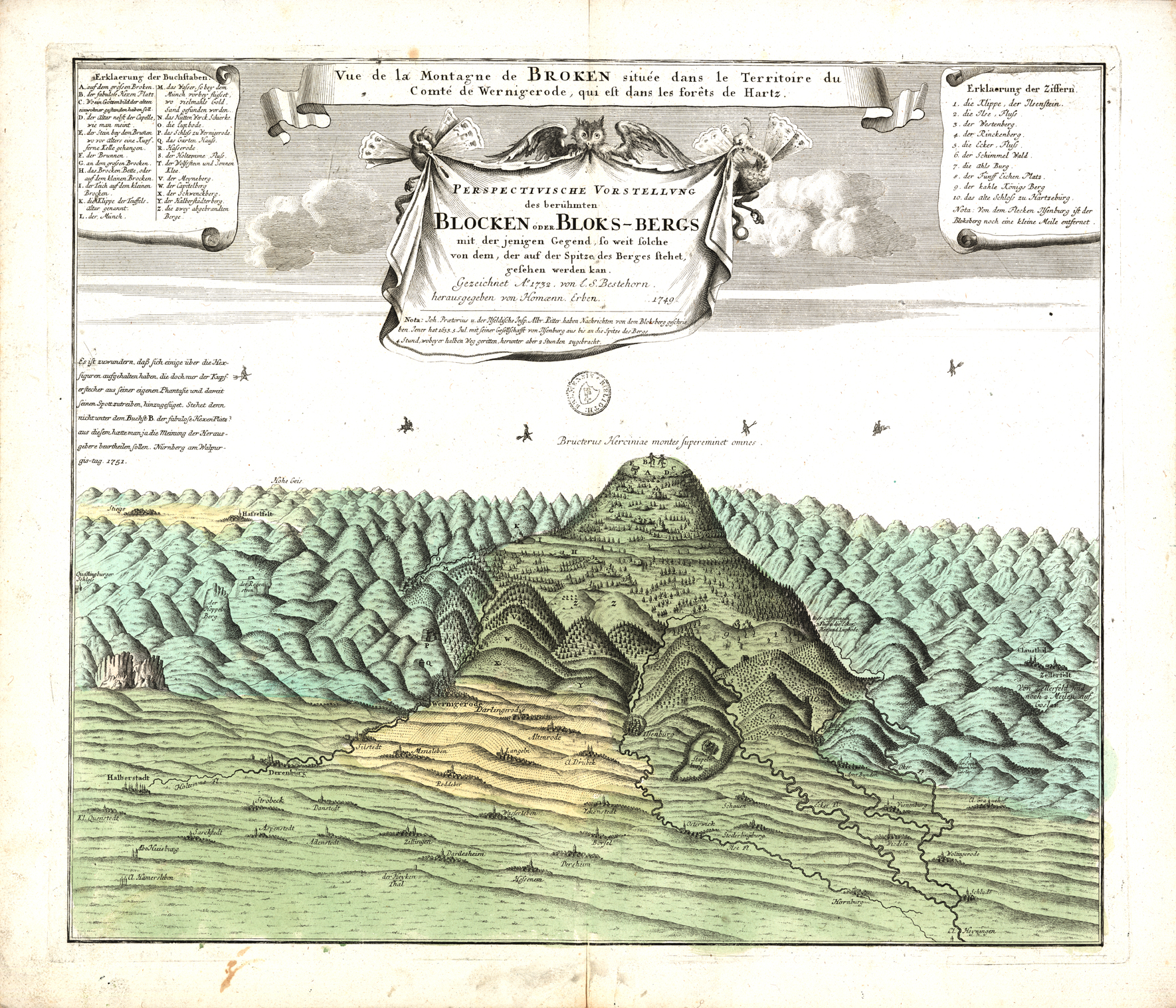
Ausgabe von 1751, nur gering koloriert
Ausgabe von 1751, stark koloriert

Die Karte hat eine Höhe von 35 cm und eine Breite von 24,5 cm.

## Details der Karte

### Titel der Karte

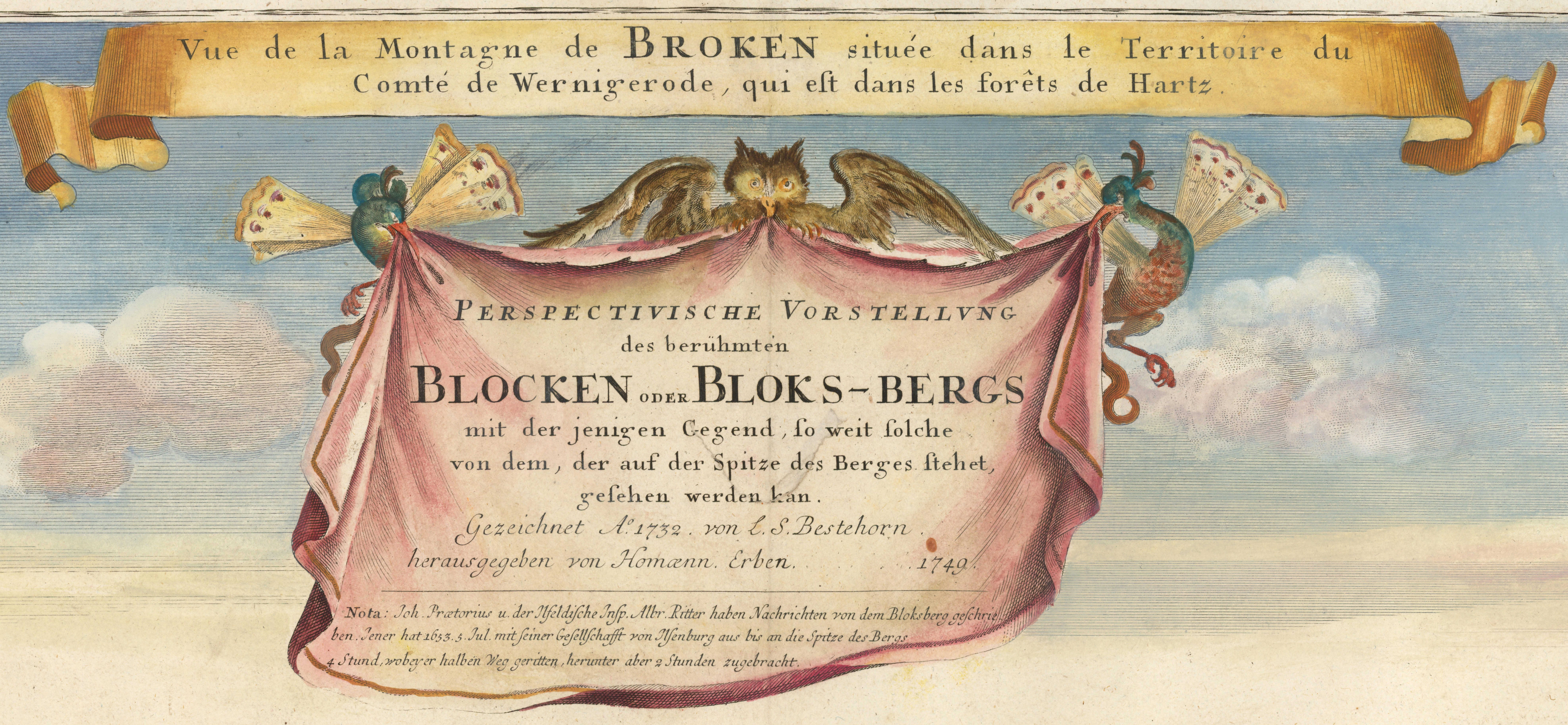
Titel

Die Karte hat einen zweisprachigen Titel:
```
Vue de la Montagne de BROKEN située dans le Territoire du
Comté de Wernigerode, qui est dans les forêts de Hartz.
```

```
PERSPECTIVISCHE VORSTELLUNG
des berühmten
BLOCKEN oder BLOKS-BERGS
mit derjenigen Gegend, so weit solche
von dem, der auf der Spitze des Berges stehet,
gesehen werden kan.
Gezeichnet A
o
 1732 von L.S.Bestehorn
herausgegeben von Homann Erben C.P.S.C.M. 1749.
Nota: Joh.Praetorius u. der Ilfeldische Insp. Albr.Ritter haben Nachrichten von dem Bloksberg geschrie-
ben. Jener hat 1653.5.Jul. mit seiner Gesellschaft von Ilsenburg aus bis an die Spitze des Bergs
4 Stund, wobey er halben Weg geritten, herunter aber 2 Stunden zugebracht.
```

Die hier verwendete Abkürzung C.P.S.C.M. bedeutet "Cum Privilegio Sacrae Caesareae Majestatis", das sog. kaiserliche Schutzprivileg. Es beinhaltet das Recht zur Veröffentlichung, zum Druck und eine frühe Form des Copyrights für den Verleger.

### Legende der Karte

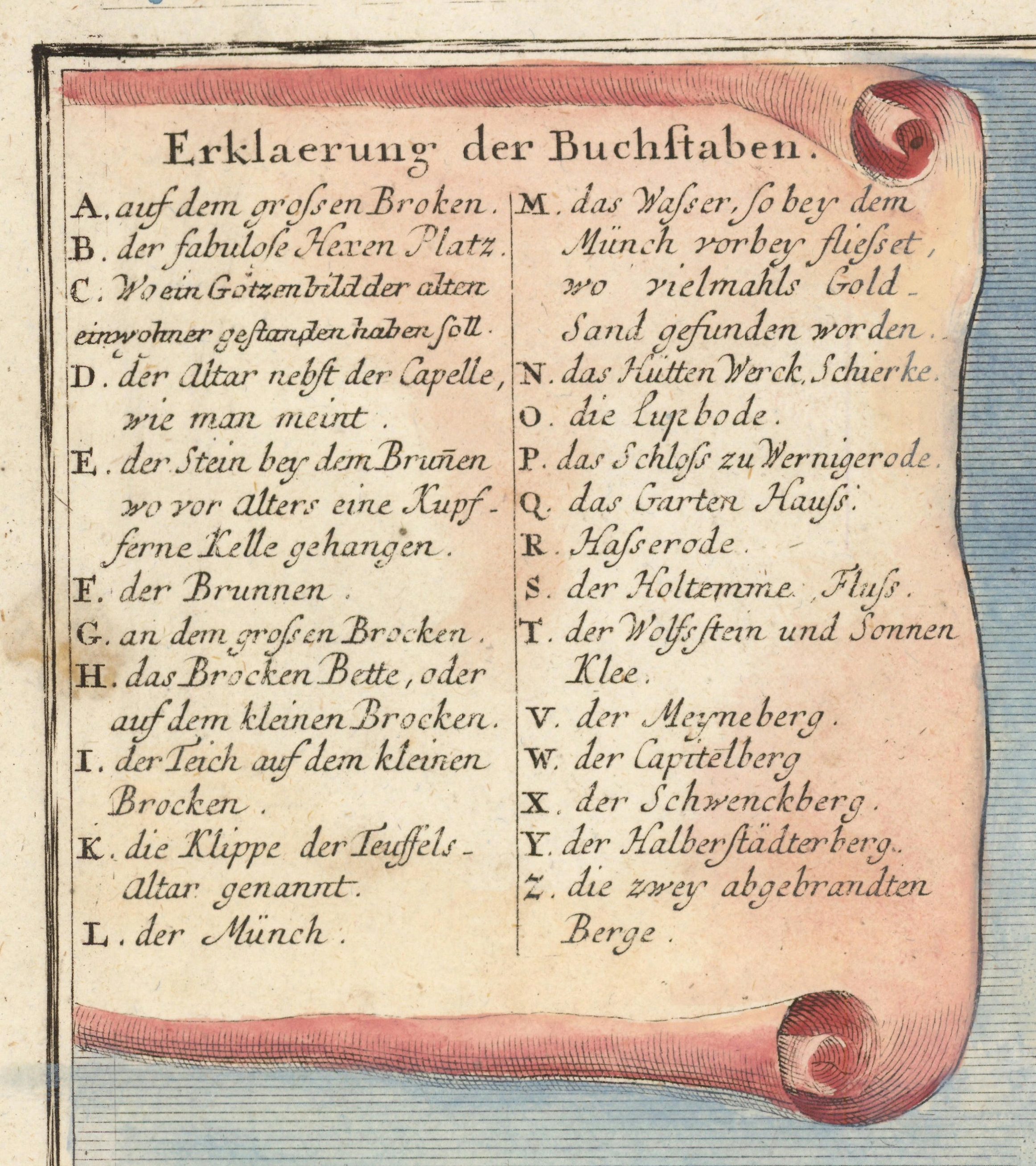
Legende der Buchstaben

Auf der Karte sind mit den Buchstaben A – Z markante Punkte gekennzeichnet, die in einem Legendenfeld oben links wie folgt beschrieben sind:
Erklaerung der Buchstaben
- A:auf dem grossen Broken
- B:der fabulose Hexen Platz
- C:Wo der Götze Bructerus gestanden
  - C:(1751)Wo ein Götzenbild der alten einwohner gestanden haben soll
- D:der Altar nebst der Capelle, wie man meint
- E:der Stein bey dem Brunen wo vor Alters eine Kupferne Kelle gehangen
- F:der Brunnen
- G:an dem grossen Brocken
- H:das Brocken Bette, oder auf dem kleinen Brocken
- I:der Teich auf dem kleinen Brocken
- K:die Klippe der Teuffels-Altar genannt
- L:der Münch
- M:das Wasser, so bey dem Münch vorbey fliesset, wo vielmahls Goldsand gefunden worden
- N:das Hütten Werck, Schierke
- O:die Lupbode → Luppbode
- P:das Schloss zu Wernigerode
- Q:das Garten Hauss
- R:Hasserode
- S:der Holtz Tänne Fluss → Holtemme
  - S:(1751)der Holtemme Fluss
- T:der Wolfsstein und Sonnen Klee
- V:der Meyneberg → Meineberg
- W:der Capitelberg → Kapitelsberg
- X:der Schwenckberg → Schwengskopf
- Y:der Halberstädterberg → Halberstadt
- Z:die zwey abgebrandten Berge

Oben rechts ist eine Liste der in der Karte verwendeten Ziffern 1 – 10 aufgeführt:
Erklaerung der Ziffern
1. die Klippe, der Ilsenstein
2. die Ilse, Fluss
3. der Westenberg
4. der Rinckenberg → Renneckenberg
5. die Ecker, Fluss
6. der Schimmel Wald → Eckertal
7. die ahls Burg → Ahlsburg
8. der Fünff Eichen Platz
9. der kahle Königs Berg → Königsberg

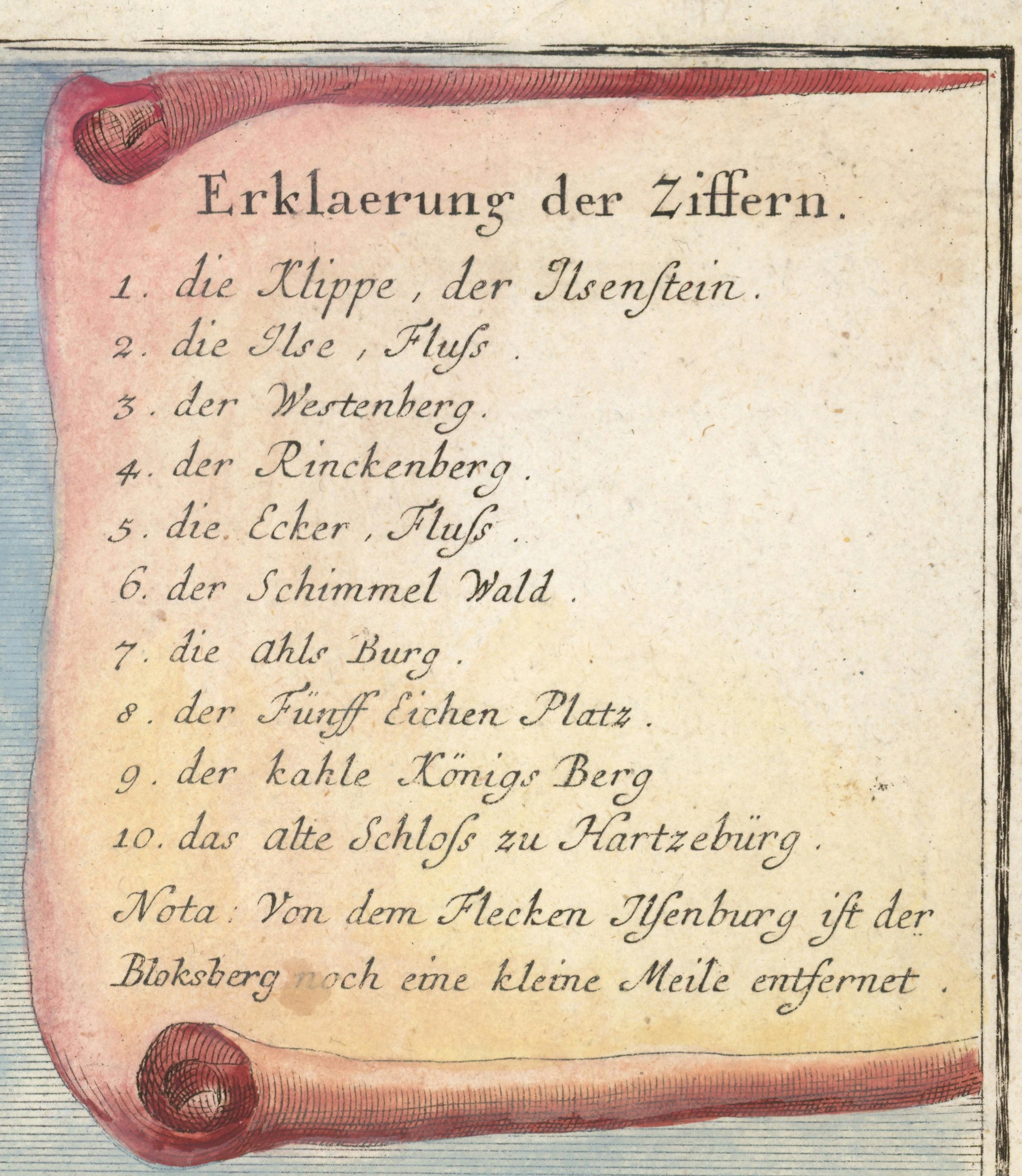
Legende der Ziffern

10. das alte Schloss zu Hartzebürg → Bad Harzburg

Nota: Von dem Flecken Ilsenburg ist der Bloksberg noch eine kleine Meile entfernet.

### Beschriftungen der Karte

Karte von 1751, hochaufgelöstes Digitalisat

Die kolorierte Karte von 1751 ist mit folgenden Beschriftungen von alten Ortsnamen und Lokationen versehen:
ORTE alphabetisch (alte → neue Schreibweise)
- Adenstedt
- Altenrode → Darlingerode
- Amt Bunden → Bündheim
- Amt Hartzburg → Bad Harzburg
- Aspenstedt
- Börsel → Berßel
- Clausthal
- Danstedt
- Dardesheim
- Darlingerode
- Derenburg
- Dersheim → Deersheim
- Drübeck
- Halberstadt
- Hasselfelt → Hasselfelde
- Hessenem → Hessen
- Hohe Geis → Hohegeiß
- Hornburg
- Ilsenburg
- Langeln
- Minsleben
- Osterwick → Osterwieck
- Reddeber
- Sarckstedt → Sargstedt
- Schauen
- Schlade → Schladen
- Silstedt
- Stapelnburg → Stapelburg
- Stederlingeburg → Stötterlingenburg
- Stiege
- Strobeck → Ströbeck
- Vekenstedt → Veckenstedt
- Vienenburg
- Wasserleben
- Wernigerode
- Wiedela → Wiedelah
- Woltingerode → Wöltingerode
- Zellerfelt → Zellerfeld
- Zillingen → Zilly

Lokationen alphabetisch
- Cl Drübeck
- Ecker Fl.
- hier entspringen 3 Flüsse, die Ecker, Ilse und Lupbode
- der Supterturm von Goslar
- Cl Grauehoff → Hahndorf (Goslar)
- Cl Hamersleben
- der Heykenthal
- Cl Heyningen
- Holtemme Fl.
- der Hoppelnberg → Hoppelberg
- Abt Huisburg → Huysburg
- Ilse Fl.
- Oker Fl.
- Quedlinburger Schloß
- Kl Quenstedt
- der Regenstein
- von Zellerfelt sind noch 2 Meilen auf Goslar